# اعتراف تورا-سان
اعتراف تورا-سان (انگلیسی: Tora-san Confesses) ک فیلم کمدی ژاپنی محصول ۱۹۹۱ به کارگردانی یوجی یامادا است. این فیلم چهلمین و چهارمین فیلم از مجموعه محبوب و طولانی‌مدت اوتوکو وا تسورای یو است.

## خلاصه داستان
یک روز در پاییز سال ۱۹۹۱، میتسوئو از ایزومی که در ناگویا زندگی می‌کند، تماس تلفنی دریافت می‌کند. او می‌گوید که برای یافتن شغل به توکیو می‌آید. ایزومی در حالی وارد می‌شود که میتسوئو در ایستگاه توکیو منتظر است. آن شب، اوقات خوشی را همراه با خانواده توراسان در تورایا می‌گذرانند. روز بعد با همراهی میتسو، ایزومی از فروشگاه آلات موسیقی در گینزا بازدید می‌کند که توسط یک معلم موسیقی دبیرستان به او معرفی شده بود. با این حال، استخدام کننده می‌گوید که کار دادن به فارغ‌التحصیل دبیرستان دشوار است. ایزومی با احساس اینکه در محیط خانواده مشکلاتی مانند طلاق والدینش و شغل مادرش وجود دارد، با ناراحتی به ناگویا بازمی‌گردد.

## ارزیابی انتقادی
کارگردان سریال یوجی یامادا و یوشیتاکا آساما نامزد بهترین فیلم‌نامه جایزه آکادمی فیلم ژاپن برای کارشان در اعتراف تورا-سان شدند. از دیگر نامزدهای این فیلم در مراسم میتسو دگاوا برای بهترین کارگردانی هنری و ایسائو سوزوکی و تاکاشی ماتسوموتو برای بهترین صدا بودند. کوین توماس از «لس آنجلس تایمز» نوشت که این مدخل «یک فیلم جذاب است، مملو از احساسات، شوخ‌طبعی و شفقت، که باعث شد فیلم‌های توراسان همیشه محبوب‌ترین جاذبه در سینماهای ژاپنی زبان در لس آنجلس باشند».